# Los cañones de San Sebastián
Los cañones de San Sebastián (La Bataille de San Sebastian) es una película francoitalomexicana de 1968 del subgénero de spaghetti western basada en la novela de 1962 A Wall for San Sebastian, escrita por Barby (William Barnaby Faherty), de la Compañía de Jesús. 
La película, dirigida por Henri Verneuil y, con música de Ennio Morricone, contó con la actuación de Anthony Quinn, Charles Bronson, Anjanette Comer, Jaime Fernández, Sam Jaffe, Silvia Pinal, Jorge Martínez de Hoyos, Fernand Gravey, Pedro Armendariz Jr., Ivan Desny y Rosa Furman. 

## Sinopsis
En 1743, durante el dominio español del actual México, un fugitivo, León Alastray (Anthony Quinn), es perseguido por las tropas gubernamentales. Encuentra refugio en una antigua iglesia misionera a cargo del Padre José (Sam Jaffe). Requerido insistentemente por sus superiores, se niega a entregar a su asilado Alastray a las autoridades, y es sancionado con el traslado a una remota iglesia en el pueblo de San Sebastián, en territorio dominado por los yaquis. Alastray lo acompaña.
Cuando llegan allí, se encuentran con un pueblo desierto y devastado. Un mestizo llamado Teclo (Charles Bronson) es el jefe de un grupo yaqui que se opone al dominio español y a la presencia de la Iglesia, y ha logrado expulsar a los pobladores, quienes se han refugiado en las montañas cercanas. Pronto son atacados por Teclo y sus hombres, y el Padre José muere. Los pobladores se enteran de lo sucedido y creen que León Alastray es también un sacerdote, y lo convencen de ser su cabecilla, cosa que Alastray acepta finalmente como gesto de agradecimiento a su protector, el Padre José. Alastray es un antiguo militar, y comienza a organizar la defensa del pueblo, ya que se espera que Teclo atacará cuando esté recogida la cosecha de maíz.
En efecto, el ataque se lleva a cabo como estaba previsto, y se entabla una batalla en la cual Teclo y sus seguidores son rechazados y vencidos. Todo parece volver a la normalidad, pero los soldados que persiguen a Alastray llegan al pueblo en busca de él. Con la ayuda de los pobladores, León logra escapar junto con Quinita.

## Reparto
- Anthony Quinn: León Alastray
- Charles Bronson: Teclo
- Anjanette Comer: Quinita
- Jaime Fernández: Lanza Dorada
- Sam Jaffe: el padre José
- Silvia Pinal: Felicia
- Jorge Martínez de Hoyos: Felipe Cayetano
- Fernand Gravey: el gobernador
- Pedro Armendáriz Jr.: el padre Lucas
- Ivan Desny: el coronel Calleja
- Rosa Furman: Águeda
- Leon Askin: el vicario general
- José Chávez: Antoñito
- Jorge Russek: Pedro

Aurora Clavel: Magdalena
- Julio Aldama: Diego
- Ferrusquilla: Luis
- Pancho Córdova: Quino
- Enrique Lucero: Renaldo
- Chano Urueta: Miguel
- Noé Murayama: el capitán López
- Guillermo Hernández: Timoteo
- Francisco Reiguera: el obispo
- Carlos Berriochoa: Pablo
- Armando Acosta: Pascual
- Guy Fox: un aldeano
- Rico López: otro aldeano